# Felisa Mary
Felicitas de la Torre (7 de marzo de 1892, Bilbao, España - 23 de agosto de 1956, Buenos Aires, Argentina), más conocida como Felisa Mary, fue una actriz española residente en Argentina.

## Biografía
Gran actriz de reparto, nació en Bilbao (País Vasco) y en su infancia viajó a Argentina. Debutó en teatro junto a Gerónimo Podestá, y luego con reconocidos actores como Florencio Parravicini, Roberto Casaux, Enrique Muiño, Luis Arata, Elías Alippi, etc. En sus comienzos realizó un buen papel en la obra teatral Las de Barranco. Compuso excelentes personajes en cine, medio en que debutó en 1939 en Mandinga en la sierra, de Isidoro Navarro; y ese mismo año interpretó a la madre de Así es la vida, también ese papel lo cumplió años después en Los martes, orquídeas y Adolescencia. 
A fines de esta década participó en La casa del recuerdo, melodrama protagonizado por Libertad Lamarque. En 1941 actuó con Amelia Bence y Tito Lusiardo en Novios para las muchachas, donde también estuvieron las hermanas Legrand, y al año siguiente interpretó a una solterona en La maestrita de los obreros. Incursionó en las dos versiones de La pequeña señora de Pérez, con Juan Carlos Thorry. En Las tres ratas y La orquídea compuso a una tía y en 1949 integró el elenco del filme en homenaje a Carlos Gardel Se llamaba Carlos Gardel, de León Klimovsky. Además incursionó en la comedia en películas como Esposa último modelo, donde acompañó a los protagonistas.
Trabajó con los directores más prestigiosos de la época y en diversos sellos cinematográficos. De presencia de apoyo, en comedia y drama, acompañó en varias oportunidades a Enrique Muiño, con quien formó rubro. En teatro tiene una larga carrera, destacándose su labor en Bésame, Petronila, etc. Luego de filmar La dama del millón falleció el 23 de agosto de 1956 en Buenos Aires a los 64 años. Estuvo casada con Arsenio Mary.

## Filmografía
- La dama del millón (1956)
- El barro humano (1955)
- Detective (1954)
- Los ojos llenos de amor (1954)
- El infortunado Fortunato (1952)
- La orquídea (1951)
- Volver a la vida (1951)
- Esposa último modelo (1950)
- La doctora quiere tangos (1949)
- Se llamaba Carlos Gardel (1949)
- La locura de don Juan (1948)
- Una atrevida aventurita (1948)
- Por ellos... todo (1948)
- La cumparsita (1947)
- Treinta segundos de amor (1947)
- La mujer más honesta del mundo (no estrenada comercialmente - 1947)
- Las tres ratas (1946)
- La señora de Pérez se divorcia (1945)
- Allá en el setenta y tantos (1945)
- Rigoberto (1945)
- La pequeña señora de Pérez (1944)
- Los hijos artificiales (1943)
- Cuando florezca el naranjo (1943)
- Cuando la primavera se equivoca (1942)
- Bajó un ángel del cielo (1942)
- Su primer baile (1942)
- Cada hogar, un mundo (1942)
- Noche de bodas (1942)
- Adolescencia (1942)
- Una novia en apuros
- La maestrita de los obreros (1942)
- Papá tiene novia (1941)
- Cuando canta el corazón (1941)
- Los martes, orquídeas (1941)
- Si yo fuera rica (1941)
- Historia de una noche (1941)
- Novios para las muchachas (1941)
- Petróleo (1940)
- Flecha de oro (1940)
- Fragata Sarmiento (1940)
- La casa del recuerdo (1939)
- Los pagarés de Mendieta (1939)
- Así es la vida (1939)
- El sobretodo de Céspedes (1939)
- Mandinga en la sierra (1939)